# Collegium Trilingue

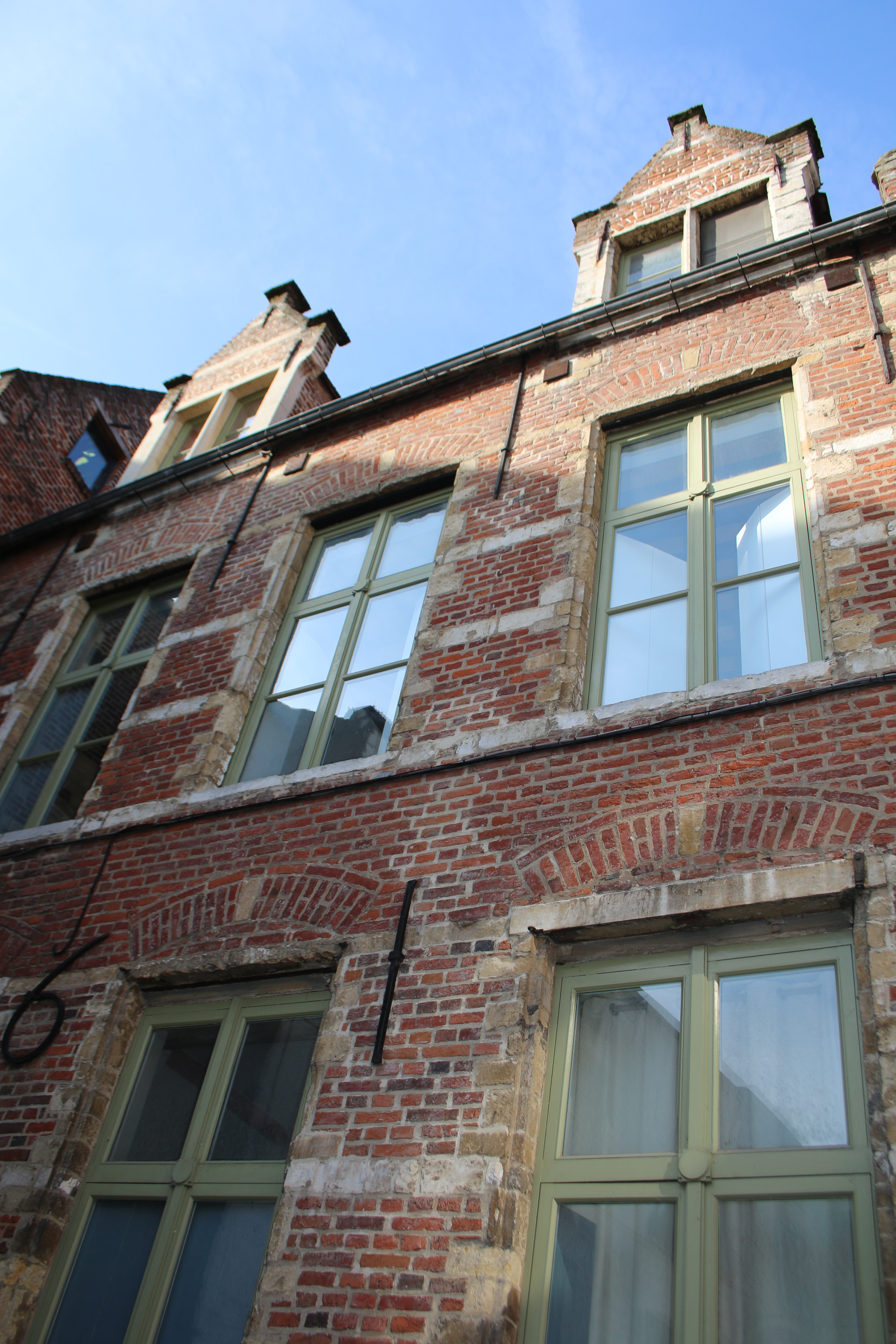
Voorgevel van het Collegium Trilingue anno 2021

Het Collegium Trilingue, ook wel Collegium trium linguarum, Collegium Buslidianum, College der Dry Tonghen, of, in modern Nederlands, Drietalencollege, was een instituut voor onderwijs in de drie Bijbelse talen – Latijn, Oudgrieks en Hebreeuws – aan de Universiteit van Leuven. Het was het eerste in zijn soort en bestond gedurende 280 jaar, tussen 1517 en 1797.

## Stichting

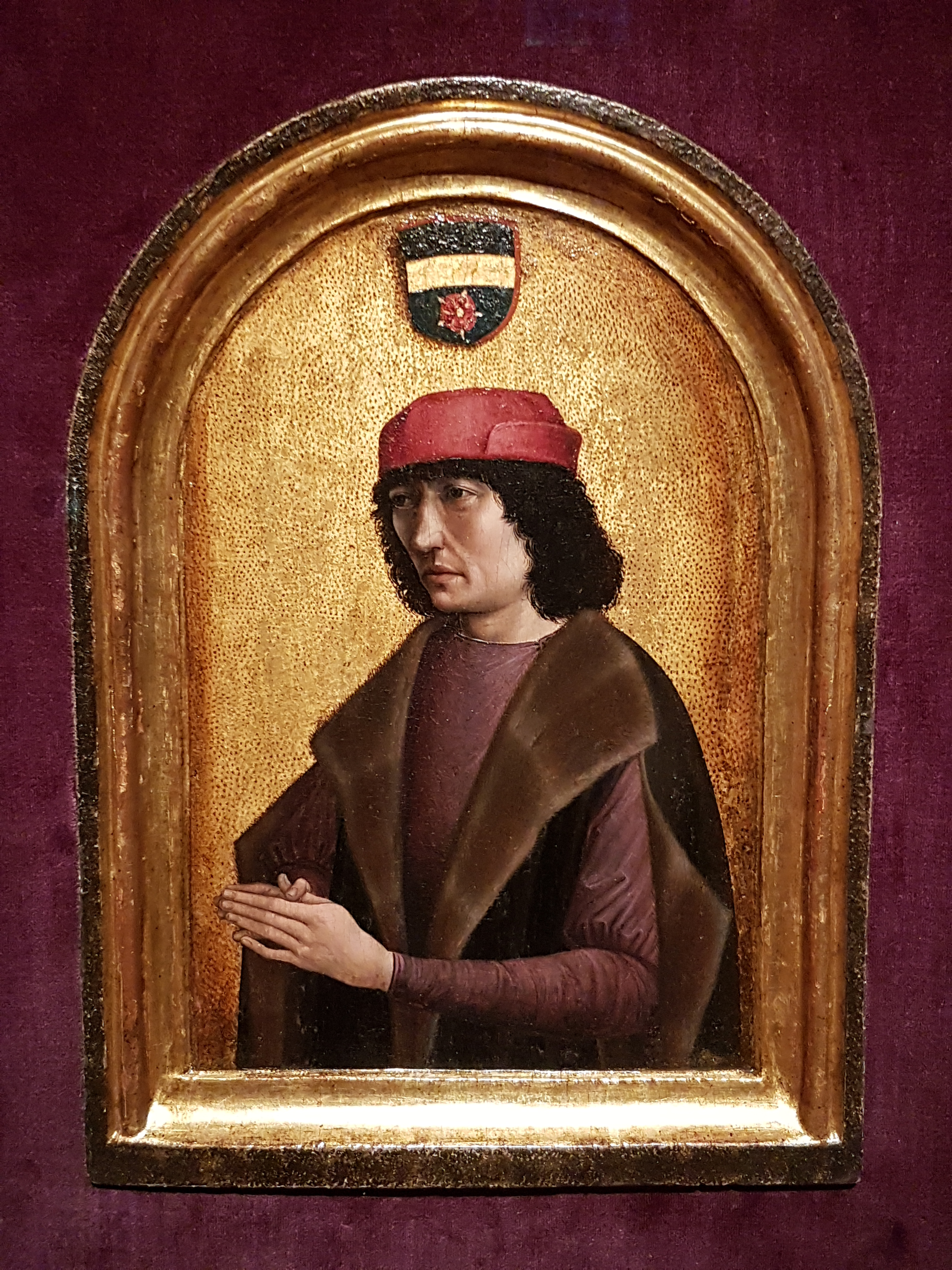
Hieronymus Busleyden

Het Collegium Trilingue werd gesticht met een aanzienlijk legaat uit de nalatenschap van Hieronymus Busleyden (ca. 1470-1517). Busleyden was een Luxemburger van aanzienlijke afkomst: zijn vader was raadsheer van Karel de Stoute. Hij was als jurist gevormd in Leuven (jaren 1490), Orléans (laatste jaren 15e eeuw) en Padua (1501-1503) en hij was tijdens die studies al in contact gekomen met Desiderius Erasmus, een van de leidende intellectuelen in die tijd. Busleyden maakte carrière als topmagistraat onder Filips de Schone, die hem aanstelde tot raadsheer bij de Grote Raad van Mechelen. Daarnaast was hij een humanistische mecenas, kunstminnaar en muziekliefhebber. Het Hof van Busleyden in Mechelen bouwde hij vanaf 1503 uit tot een renaissancepaleis dat o.m. Thomas More van zijn sokken blies (“… ut me plane obstupefecerit …”). In augustus 1517 overleed Busleyden onverwacht, toen hij ziek werd in Bordeaux, op weg naar Spanje met een diplomatieke missie. Als stichtingsdatum voor het Collegium Trilingue wordt 22 juni 1517 gehanteerd, de dag waarop hij zijn testament ondertekende.

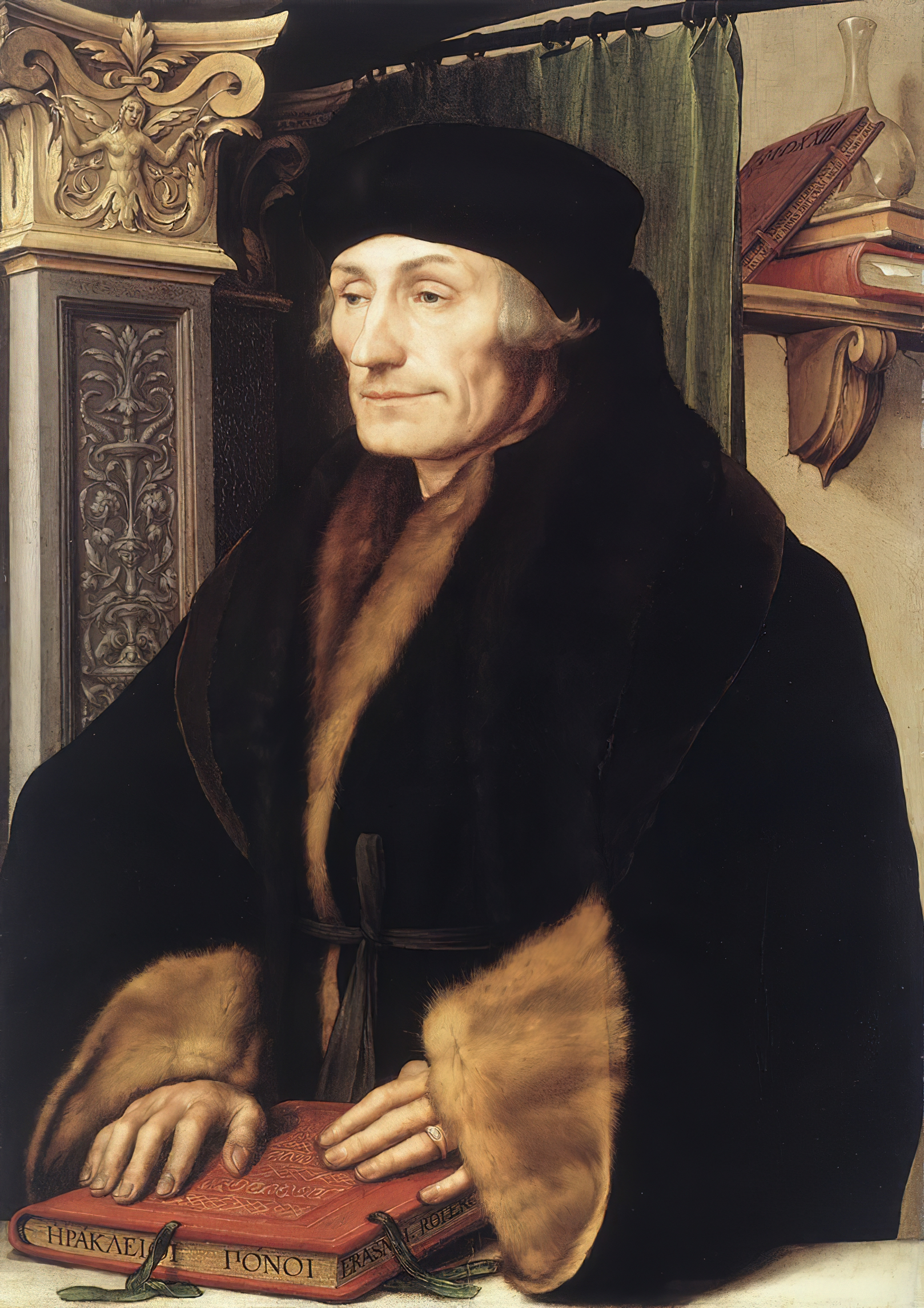
Erasmus

Erasmus had zijn vriend Busleyden geadviseerd omtrent de praktische structuur en de organisatie van de nieuwe stichting die uit de testamentaire beschikkingen moest ontstaan. Er zouden een tiental beurzen worden ingesteld voor onvermogende studenten, er werd een beperkt aantal betalende koststudenten tot het nieuwe college toegelaten, en vooral: er waren drie beurzen om gerenommeerde professoren aan te trekken voor elk van de drie talen. Hun lessen zouden gratis en publiek zijn. Een president zag toe op de gang van zaken en stond in voor inkomsten en uitgaven. Erasmus zelf vervulde nooit enige officiële functie aan het Collegium Trilingue, maar als humanist met veel connecties en op het toppunt van zijn Europese faam was hij in de beginjaren de voornaamste sturende en bezielende kracht. Hij bleef dat ook na zijn vertrek uit Leuven, tot aan zijn dood in 1536.
Aanvankelijk was het de bedoeling om de nieuwe stichting te laten aansluiten bij een bestaand college van de universiteit. Dat mislukte door weerwerk van de Artesfaculteit, die vreesde voor concurrentie: aan Artes werd immers ook Latijn onderwezen. Op die manier ontstonden er bijkomende problemen, o.m. qua huisvesting. In april 1519 werd een gebouwencomplex aangekocht met de hoofdingang aan de Vismarkt. Na uitgebreide verbouwingswerken werd het in oktober 1520 ingehuldigd. Behalve een kapel en auditorium, waren er een keuken, een refter, verblijven voor de inwonende studenten en professoren (toegang via de 'Wentelsteen') en een bibliotheek met een zware deur, hengsels en slot: het waardevolle boeken- en manuscriptenbezit van Busleyden vond hier een plaats nadat het per boot vanuit Mechelen was overgebracht. Daar werd evenwel niet op gewacht om de lessen van start te laten gaan: de doortastende bemoeienissen van Erasmus zorgden ervoor dat Matthaeus Adrianus (ca. 1475-na 1521) al vanaf maart 1518 de eerste lessen Hebreeuws gaf, en dat vanaf 1 september in datzelfde jaar Hadrianus Barlandus (1486-1536) en Rutger Rescius (ca. 1495-1545) hem volgden voor respectievelijk Latijn en Grieks.
De aanvaarding van het nieuwe college binnen de universiteit liep niet van een leien dakje. De recente Reuchlin-affaire in Keulen en de eerste démarches van Luther in Duitsland versterkten de afkeer van sommige theologen voor de studie van het Grieks en het Hebreeuws, en de Artesfaculteit wou de onverdeelde zeggenschap over het talenonderwijs. Aanslepende onderhandelingen en interventies van gewichtige personen (onder wie de latere paus Adrianus VI) leidden tot de uiteindelijke erkenning van het Collegium Trilingue als universitair instituut. Het werd niettemin nooit geïncorporeerd in de Artesfaculteit, en het duurde tot maart 1520 voor het door de universiteitsraad aanvaard werd.

## De 16de eeuw: Een periode van bloei
Het nieuwe college kende een moeilijke start. Naast de materiële problemen en de gespannen verhouding met de betrokken faculteiten, liep het ook met de eerste docenten niet zo vlot. Adrianus (Hebreeuws) verdween al in juli 1519 en zijn onmiddellijke opvolgers, eerst Robert Wakefield (d. 1537) en dan Robert Sherwood – beiden Engelsen –, bleven ook maar kort. Barlandus (Latijn) vertrok in november 1519 en werd opgevolgd door Conrad Goclenius (1490-1539). Rescius (Grieks) belandde zelfs tijdelijk in de gevangenis. Zowel de talenstudie in het Collegium Trilingue als Erasmus zelf werden in openlijke disputen en sermoenen aangevallen door sommige professoren in de godgeleerdheid. Jacobus Latomus (ca. 1475-1544) publiceerde de kritiek van de theologische faculteit in zijn Dialogus (1519), een andere theoloog noemde Erasmus’ naam samen met die van Luther, en nog een andere beschuldigde hem openlijk van ketterij.
Toch stond deze moeilijke start een vrijwel onmiddellijk en opzienbarend succes niet in de weg. De nieuwe wetenschappelijke methode die Erasmus propageerde was een uitbreiding van wat de Italiaanse humanisten deden met literatuur uit de Griekse en Romeinse oudheid. Een toepassing ervan op de Bijbelstudie had Lorenzo Valla (ca. 1407-1457) bepleit in zijn Adnotationes in Novum Testamentum, waarvan Erasmus in 1504 een kopie onder ogen kreeg. Die methode werd samengevat in het motto “Ad fontes!”: wetenschappelijk onderzoek moest steunen op het onderzoeksobject zelf en niet op overgeleverde uitspraken ter zake van generaties ‘autoriteiten’. Om die bronnen te kunnen onderzoeken was de talenkennis nodig die aan het Collegium Trilingue onderwezen werd, en dat lokte al in de eerste jaren honderden studenten vanuit de vier windstreken naar Leuven om er de gratis lessen aan het nieuwe college te volgen.
Al in het eerste decennium van zijn bestaan dwong de grote toeloop van studenten tot een uitbreiding van de leslokalen, en dan nog diende Goclenius een paar jaar later zijn lessen tweemaal te geven wegens plaatsgebrek. Het aantal inwonenden (president, professoren, beursstudenten, koststudenten, personeel) bleef al die tijd beperkt tot een twintigtal. Voor hen bestond er naast de lessen een routine van misvieringen en gezamenlijke maaltijden. De studenten verrichtten karweitjes en hadden een speelveld voor kaatsspel. Het eten was rijkelijk en gevarieerd, en bij feestelijke gelegenheden (bijvoorbeeld een bezoek van Erasmus) kon het menu indrukwekkend zijn.
In de eerste halve eeuw na zijn oprichting telde het Collegium Trilingue onder zijn docenten vooraanstaande figuren als Petrus Nannius (1496-1557), die Goclenius opvolgde op de leerstoel Latijn van 1539 tot 1557 en die onder meer geboekstaafd staat als Vergiliuscommentator (Deuterologiae sive spicilegia Petri Nannii Alcmariani in quartum librum Aeneidos Virgilii, 1544). Zijn opvolger Cornelius Valerius (1512-1578) was de leermeester van Justus Lipsius (1547-1606). Wederom steunend op Vergilius en Cicero, die beiden tot de auteurs behoorden die aan het Trilingue intensief werden bestudeerd, schreef hij een reeks leerboeken over onder meer grammatica en retoriek (Grammaticarum institutionum libri, 1550; In universam bene dicendi rationem tabula, 1558). Beide werken werden talloze keren herdrukt tot diep in de zeventiende eeuw. Onder de alumni uit die tijd vinden we een groot aantal namen die bijzondere faam verwierven in allerlei vakgebieden, ook buiten de filologie: cartografen, oudheidkundigen en historici, Bijbelexegeten, pedagogen, medici (waaronder Dodoens en Vesalius), rechtsgeleerden en staatslieden.
Aan die bloeiperiode kwam een eind in het laatste kwart van de 16de eeuw. In die fase van de Tachtigjarige Oorlog werd Leuven bezet door een Spaans garnizoen. De stad en omstreken werden grondig geplunderd, er heerste pest en hongersnood en de universiteit telde nauwelijks nog studenten. Ook aan het Collegium Trilingue werd nog amper les gegeven, de studenten bleven weg en de professoren verlieten hun post.

## 17de en 18de eeuw

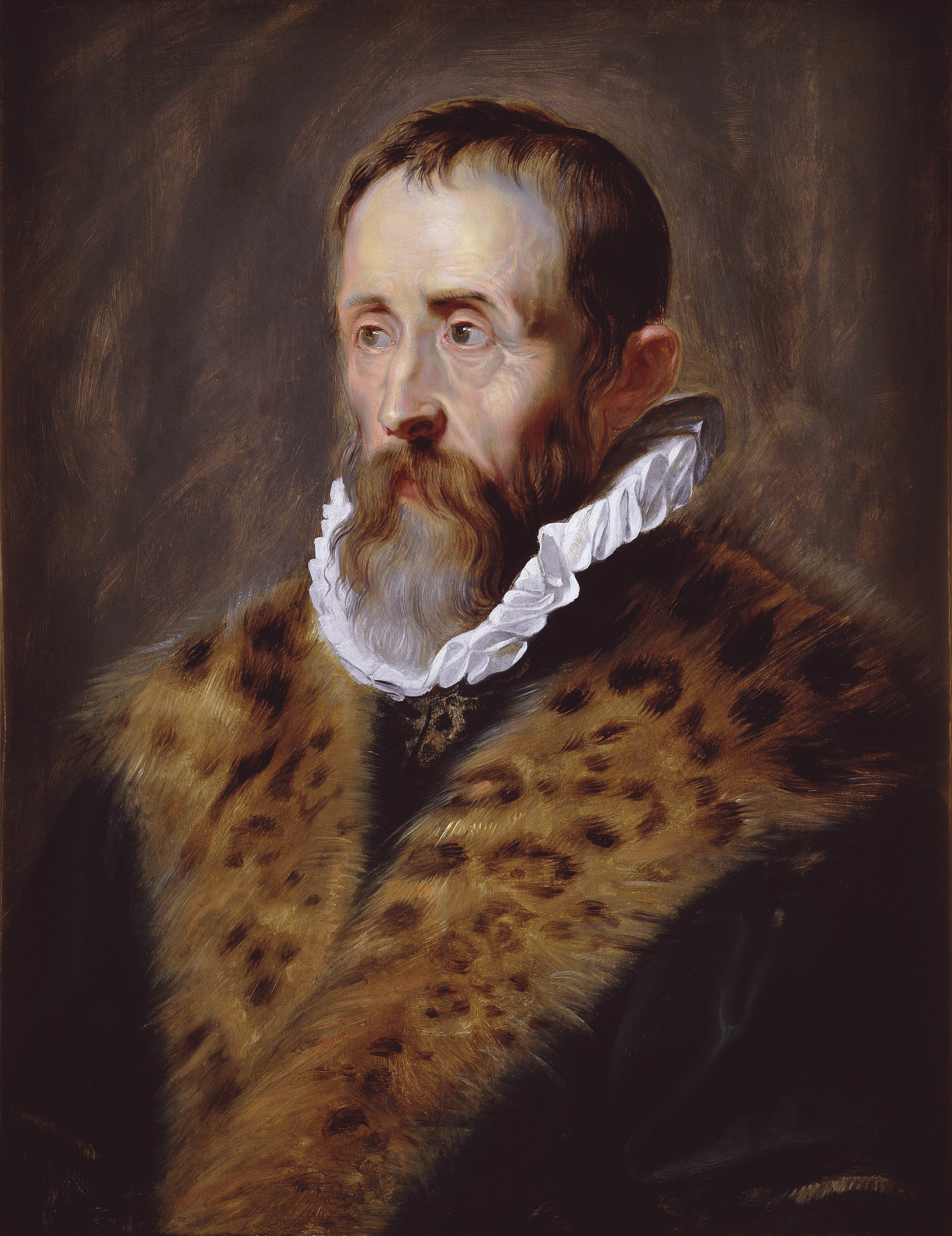
Justus Lipsius, professor Latijn aan het Collegium Trilingue.

Rond de eeuwwisseling tussen de 16de en de 17de eeuw lag het Collegium Trilingue er verwaarloosd en vervallen bij, ondanks de aanstelling in 1592 van de eminente humanist en filoloog Justus Lipsius als professor Latijn. Onder een nieuwe president werden de gebouwen hersteld en ook de leerstoelen Grieks en Hebreeuws werden in 1606 en 1612 opnieuw bezet. Hoewel de grote hoogten van weleer nooit meer bereikt werden, beleefde het college een nieuwe bloei in de eerste helft van de 17de eeuw. Erycius Puteanus (1574-1646), de exuberante leerling en opvolger van Lipsius – hij maakte zich onder meer kwaad over het terugschroeven van de docentenwedde in de 17de eeuw – bekleedde de leerstoel Latijn gedurende bijna veertig jaar. Zijn internationaal prestige als opvoeder stond buiten kijf. Zijn collega en tijdgenoot Valerius Andreas (1588-1655) had behalve de leerstoel Hebreeuws nog andere taken als historiograaf en als bibliothecaris van de universiteit. Nicolaus Vernulaeus (1583-1649) volgde Puteanus op van 1646 tot zijn dood in 1649. In zijn Academia Lovaniensis (1627), een geschiedenis van de Leuvense universiteit, stelde hij dat het Collegium Trilingue in elke branche van de wetenschap eersterangsfiguren had voortgebracht.
Daarna deemsterden reputatie en succes stilaan weg. Soms was er nog een opflakkering door toedoen van markante figuren, zoals in het tweede kwart van de 18e eeuw, met Jan Gerard Kerkherdere (1677-1738) als plaatsvervangend docent Latijn, en Jean-Noël Paquot (1722-1803) wat later op de leerstoel Hebreeuws. Van die laatste zijn de Mémoires pour servir à l'histoire littéraire des dix-sept provinces des Pays-Bas, de la principauté de Liège, et de quelques contrées voisines (1763-1770, 18 vols.) nog steeds een belangrijke informatiebron omtrent de geschiedenis van het Trilingue. Voor de professoren was het talenonderwijs aan het college veelal (en soms noodgedwongen) niet meer de eerste prioriteit: zij combineerden het met andere verantwoordelijkheden, voornamelijk in de faculteiten Rechten en Theologie. Het Collegium Trilingue overleefde, maar bloeide niet echt.
De leerstoel Latijn werd na 1768 niet meer bezet, en het Collegium Trilingue werd net zoals de rest van de universiteit onder de Franse bezetting in 1797 opgeheven; de gebouwen werden verkocht. Na de heroprichting van de universiteit in 1834 werd het college nooit meer heringesteld. Een poging van rector Paulin Ladeuze, begin 20ste eeuw, om niet alleen de gebouwen terug te winnen voor de universiteit maar ook opnieuw een internationaal centrum van het humanisme te creëren, leed schipbreuk op de perikelen rond de Eerste Wereldoorlog. Ook een later ‘masterplan’ uit de jaren zeventig van vorige eeuw werd niet gerealiseerd. Van het eens zo vermaarde Collegium Trilingue kreeg het gebouwenblok aan de Vismarkt bestemmingen als sociale woning, drukkerij, ijsfabriek, haringrokerij... Of hoe een parel van het humanisme verwerd tot ‘eine schöne Ruine’, zoals men recent met een welwillend eufemisme omschreef in het buitenland.

## Het onderwijs

### Latijn
Het onderwijs van het Latijn aan het Drietalencollege in Leuven kende een geschiedenis die even lang is als die van het college zelf (16de-eind 18de eeuw). Haar bestaan kende twee grote bloeiperiodes, onderbroken door oorlog (op het einde van de 16de eeuw) en eindigend in een samenloop met de theologische wetenschappen. De onderwijzers lieten zich gelden door eigen stempels te drukken op lesinhoud en -methode, hoewel continuïteit zeker geen uitzondering was.
In het algemeen bestond de onderwijsmethode van de opleiding Latijn uit een combinatie van middeleeuwse elementen en nieuwe, humanistische insteken die zorgde voor verandering in kennisverwerving, beheersing en studie van klassiek Latijnse teksten. Ook de onderwijsmethode van de verschillende onderwijzers kende doorheen de jaren een evolutie. Waar men in de beginjaren de nadruk legde op poëzie en retoriek, nam de geschiedschrijving later een belangrijkere plaats in. De aandacht voor een actieve beheersing van het Latijn bleef van primordiaal belang. Gekoppeld aan een doorgedreven studie van de antieke literatuur, moest dit de jongeren ook op moraal vlak aanscherpen. Dit tweespel tussen taal en moraliteit zou steeds sterke navolging kennen gedurende de geschiedenis van het college.
De eerste professor die verantwoordelijk was voor het onderwijs van Latijn aan het Drietalencollege was Hadrianus Barlandus (1486-1538), een Zeelander die reeds succes had gekend als privéleraar en later nog meer roem zou vergaren als rhetor publicus (‘publiek professor in de welsprekendheid’) aan de Artesfaculteit (vanaf 1526). Het is ook reeds bij deze eerste, in 1518, dat er kritiek op de onderwijsmethode van de middeleeuwen kwam en bijgevolg ook vernieuwing. Hij stapte af van de exuberante hoeveelheden commentaren die de scholastieke traditie haar studenten opdrong bij het lezen van literatuur en bepaalde zelf een selectie van de beste voorschriften uit grammatica’s. Een voortzetting van een middeleeuwse trend kan echter worden teruggevonden in de voorkeur voor onder meer de Fabels van Aesopus, die populair en vrij van obsceniteiten waren, wat hen zowel in vroegere tijden als tijdens de colleges Latijn van het Drietalencollege tot ideaal lesmateriaal maakte. Hiernaast stonden ook Cicero en Quintilianus centraal in Barlandus’ leerprogramma, naast de dichters Vergilius (epiek) en Terentius (komedie). De retorici dienden als model voor het ideaal van de vir bonus dicendi peritus, ‘de (moreel) goede man, bedreven in het spreken (van een correct Latijn)’. De retorica neemt nu de prominente plaats in binnen het trivium. De dialectiek, die de middeleeuwers verkozen, kwam op een lager pitje te staan, zonder te verdwijnen.
Barlandus’ opvolger in 1519, Conrad Goclenius (1490-1539), maakte er een prioriteit van om met zijn studenten de opgegeven lectuur nauwgezet te lezen, het Latijn daarbij meer dan eens herhalend en parafraserend. Het doel hiervan was de student de taal grondig te doen kennen, de taal te laten doordringen en een rijke woordenschat aan te brengen. Ook bij hem stond Cicero centraal, zowel in zijn pedagogisch gedachtegoed, maar ook als centrale auteur in zijn lessen. Zijn faam in Europa, weerspiegeld in zijn relaties met staatsmannen zoals Antoine Perrenot de Granvelle en Viglius ab Aytta Zuichemus, in dit geval beiden oud-studenten, verhoogde ook de status en bekendheid van het Collegium.
Als opvolger van Goclenius trad in 1539 Petrus Nannius (1496-1557) aan, die veel publicaties in het Latijn samenstelde, waaronder ook vertalingen van Griekse teksten. Hij liet tevens eigen Vergiliuscommentaren drukken. Het was ook deze epicus die vaak centraal stond binnen zijn lesprogramma. Nannius’ aandacht bij het lezen van de klassieke auteurs ging, zoals gewoonlijk, uit naar realia en moeilijke passages, tekstproblemen en -kritiek, maar hij had ook belang en interesse voor de psychologie van personages uit, bijvoorbeeld, de Aeneïs. Als expert van het Grieks promootte hij ook onder zijn studenten diezelfde kennis: in zijn lessen trok Nannius parallellen met passages in Homerus en Apollonius van Rhodos. Dit was evenwel niet vanzelfsprekend: de professor voorzag daarom steeds Latijnse vertalingen indien er Griekse citaten aan bod kwamen.
In 1557 besteeg een leerling van Goclenius de onderwijzersstoel. Cornelius Valerius (1512-1578) was zoals zijn voorgangers reeds privéleraar geweest. Tijdens die periode ontstond zijn ontevredenheid met de contemporaine handboeken, waarop hij zich ervoor inspande om zelf handboeken te schrijven inzake grammatica, retorica, logica, ethica en zelfs elementaire astronomie. Onder meer zijn handboek Grammaticorum institutionum libri IV werd een bestseller gedurende vele jaren. Cicero en Vergilius, naast centraal te staan in Valerius’ lessen, dienden ook als exempla in de handboeken. Zijn leermethode hield bondigheid in: via een korte weg komen tot goede zeden en een ‘bezonnen geleerdheid’.
De doortocht van het Spaanse leger tijdens de Tachtigjarige Oorlog en de plunderingen die daarmee gepaard gingen, brachten het Collegium Trilingue in een lastig parket. Het moest gedurende acht jaren sluiten. Desalniettemin bleven er verantwoordelijken voor het onderwijs. In 1586 stond Guilielmus Huysmannus (ca. 1550-1613) aan het hoofd van de richting Latijn, voor wie geen grote carrière weggelegd was wegens de onrust. Ook al kende zijn opvolger een grotere faam, toch leed ook Justus Lipsius (1547-1606) in 1592 ook nog onder de politieke problemen. Hij was reeds professor geweest in Jena en Leiden en was een leerling van Cornelius Valerius aan het Trilingue geweest. Met Lipsius verschoof het aandachtspunt in de opleiding: Livius en andere geschiedschrijvers kwamen nu op de voorgrond te staan. Er werd uitgebreide aandacht geschonken aan realia en geschiedkundige aspecten zoals godsdienst, het recht en staatsmannen. Niet alleen de klassieke Griekse en Latijnse bronnen waren van belang, ook contemporaine bronnen werden bestudeerd (een praktijk die reeds bij Lipsius’ voorgangers gebruikelijk was). Toch kon Lipsius’ onderwijs noch zijn faam het Collegium tot glorie herstellen.
Bij het begin van de 17de eeuw werd het Latijnonderwijs als eerste van de drie talen opnieuw opgestart in 1606, met Erycius Puteanus (1574-1646) als professor. Hoewel het Collegium in diepe financiële problemen verkeerde, konden de lessen toch van start gaan. Puteanus genoot internationale faam als opvoeder, met als gevolg dat er een nieuwe toestroom van buitenlandse studenten ontstond. Hij moet in de lessen een groot aantal auteurs hebben gelezen. De centrale plaats die de geschiedschrijving sinds Lipsius in het curriculum innam, werd door Puteanus overgenomen en hij verwachtte van de studenten dat ze in staat waren een doorgedreven exegese uit te oefenen op historische teksten. Daarnaast stonden ook Cicero en Seneca op het programma én stonden de werken van Puteanus zelf ook in de schijnwerpers. Deze laatste werken waren van historiografische, moraalfilosofische en pedagogische aard. Puteanus wist tevens zijn studenten te bekoren met prijzen en publicaties voor het harde werk dat zij hadden weten te presteren.
De voornaamste leerdoelstelling binnen het Collegium Trilingue was het beheersen van de taal. In praktijk was dat belangrijker dan de theorie: een actieve aanpak in horen, lezen, schrijven en spreken werd verkozen. Dit was ook merkbaar bij het onderwijs van Puteanus: het algemene doel van zijn onderwijs was om de regentenklasse op dergelijke manier te vormen dat ze, in hun dienen van vorst, vaderland en God, een basiskennis beheersten die hen ertoe bracht ethisch te handelen en zich met overtuigingskracht uit te drukken. Die basiskennis diende geput te worden uit de talrijke wijsheden uit de oudheid, de overtuigingskracht uit de stijl en elegantie van het Latijn. Taal en moraliteit was opnieuw de belangrijkste verbintenis in de studie.
Na 40 jaar lesgeven werd Puteanus in 1646 opgevolgd door Nicolaus Vernulaeus (1583-1649). Ook hij genoot internationale faam, wat studenten deed toestromen uit heel Europa. Puteanus’ doel wat betreft de opvoeding van de regentenklasse bleef ongewijzigd. Bernardus Heymbachius (ca. 1620-1664) mocht in 1649 aan de slag als professor Latijn. Vermoedelijk zette ook hij de traditie van Lipsius en Puteanus verder, na zijn onderwijservaring in Keulen en Maastricht. Hij was een veelzijdig latinist: zelf beoefende hij proza, poëzie, drama, contemporaine en theologische literatuur. Qua stijl plaatste hij zichzelf in oppositie met zijn twee voorgangers: Heymbachius verkoos een bombastischere stijl, met veel gezochte beelden en eruditie.
Tijdens Heymbachius' professoraat opende aan de Oude Markt het Drievuldigheidscollege in 1657. Haar programma in klassieke studiën was zeer gelijkaardig aan dat van het Collegium Trilingue met auteurs als Seneca, Cicero, Vergilius, Ovidius en historiografen zoals Caesar, Cornelius Nepos en Florus. Tevens werden er handboeken in retoriek en poëzie geproduceerd.
In de volgende jaren werd de relatie tussen de theologie van het Drievuldigheidscollege en de klassieke studiën van het Drietalencollege intenser. Zo werden wellicht soms titularissen Latijn voor het Collegium Trilingue gerekruteerd uit het professorencorps dat lesgaf aan het Drievuldigheidscollege en hadden velen van hen ook theologie gestudeerd. Christelijke teksten en godgeleerdheid deden hun intrede in het onderwijs van het Collegium reeds met Christianus Van Langendonck (1630-1672, met aantreden in 1664), Johannes Baptista Victor De Schuttelaere (ca. 1638-1683, met aantreden in 1669) en Dominicus Snellaerts (1650-1720, met aantreden in 1683). Snellaerts zou tevens een van de laatsten zijn die bekend zou staan om zuiver Latijn, met een grondige eruditie. Men verwijderde zich langzamerhand van het onderwijs van Klassiek Latijn pur sang.
Over het onderwijs van het Trilingue en haar professoren na Snellaerts is weinig geweten. Vanaf 1705 zouden de lessen Latijn wellicht rustig en regelmatig gegeven kunnen worden, met professoren die voornamelijk een theologische achtergrond hadden. Er werd weinig gepubliceerd en het is tevens onduidelijk welke aandacht zij hechtten aan de taligheid in het Latijn van hun studenten, dan wel of ze de studie van het Latijn zagen als een verlengstuk voor de godsdienststudiën. Gerardus Johannes Kerkherdere (1677-1738) was een van de laatste latinisten die het Latijn nog een prioriteit gaf. Zo liet hij zijn welsprekendheid en taligheid nog in dichtvorm luiden aan het Habsburgse hof van Karel VI (1685-1740). Vanaf de 18de eeuw zorgde het Drievuldigheidscollege voor de nieuwe publicaties omtrent grammatica, metriek, tekstedities etc. van het Latijn.

#### Overzicht professoren Latijn
- 1518-1519 Adrianus Barlandus
- 1519-1539 Conradus Goclenius
- 1523-1528 Joachimus Fortius Ringelbergius Andoverpianus
- 1539-1557 Petrus Nannius
- 1557-1578 Cornelius Valerius
- 1586-15xx Guilielmus Huismannus
- 1592-1606 Justus Lipsius
- 1607-1646 Erycius Puteanus
- 1646-1649 Nicolaus Vernulaeus
- 1649-1664 Bernardus Heimbachius
- 1664-1669 Christianus a Langendonck
- 1669-1683 Joannes Baptista Victor de Schuttelaere
- 1683-1688 Dominicus Snellaerts
- 1683-1693 Leonardus Gautius
- 1689-1701 Bernardus Desirant
- 1705-1720 Iohannes Franciscus de Laddersous
- 1730-1741 Christianus Bombaeus
- 1722-1738 Jan Gerardus Kerkherdere
- 1741-1768 Henricus Josephus van den Steen

### Grieks
Reeds voor de oprichting van het Collegium Trilingue in 1517 werd er Grieks gedoceerd in Leuven, met name door Rutger Rescius (ca. 1495-1545) en Adrien Amerot (Hadrianus Amerotius; ca. 1495-1560), beiden leerlingen van Girolamo Aleandro (1480-1542). Parijs, waar Rescius en Amerot Aleandro's lessen volgden, vormde derhalve een belangrijke schakel tussen Italië en de Lage Landen in de opkomst van het Grieks. Amerots lessen, die hij vanaf 1513 inrichtte, kort na zijn aankomst in Leuven, zijn enigszins te beschrijven als ‘Grieks voor beginners’ en naast lesgeven maakte Rescius zich tevens verdienstelijk door grammaticale tabellen samen te stellen, gemodelleerd op de spraakkunst van Theodorus Gaza. Die tabellen dicteerde hij aan zijn leerlingen in de winter van 1515-1516. Daarnaast was het college niet de enige plaats om Grieks te leren. Zowel binnen als buiten Leuven kon men naast zelfstudie een beroep doen op privé-onderwijzers.
Over het algemeen vallen de colleges Grieks uiteen in drie periodes. De eerste en meteen ook meest succesvolle duurde van 1518 tot 1578. Gedurende deze periode doceerden Rescius, Amerot en Theodoricus Langius, de opvolger van Amerot, het Grieks naar het voorbeeld van hun leermeester Aleandro. Rutger Rescius bekleedde dus als eerste de leerstoel Grieks (1518-1545). Toen Erasmus echter op zoek ging naar een professor Grieks, dacht hij niet in de eerste plaats aan Rescius. Hij verkoos immers een Byzantijns geleerde als Janus Lascaris, maar na veel verwikkelingen bood hij de plaats toch aan Rescius aan. De brief die Erasmus naar Lascaris zond, kwam namelijk te laat aan en daarbovenop vroeg Lascaris om een te hoog salaris. Erasmus werd met andere woorden gedwongen een lokale hellenist als Rescius te kiezen. De carrière van Rescius liep evenwel niet van een leien dakje, vermits hij gehuwd was en zich buiten het college had gevestigd, wat tegen de regels van het Collegium Trilingue inging. Een Spartaan uit Rome stuurde Erasmus bijgevolg een brief met de boodschap dat hij de leerstoel Grieks wel wou overnemen. Er werd evenwel besloten dat Rescius zijn post mocht behouden, vermits Erasmus ervoor terugschrok deze Spartaan blind te vertrouwen, aangezien hij volgens de Rotterdamse humanist een potentieel gevaar vormde voor de zeden. Naast zijn leerstoel had Rescius ook een lucratieve drukkerij vanaf 1529. Als drukker en professor Grieks kon hij zelf gemakkelijk het curriculum bepalen. Voorts was Dirk Martens in hetzelfde jaar gestopt met zijn drukkerij, dus Rescius wou het ontstane vacuüm opvullen door er zelf een te beginnen.
Na Rescius vervulde Adrien Amerot de functie van professor Grieks aan het college (1545-1560). Kort voor zijn benoeming in 1545 had hij Rescius reeds vervangen en zelf werd hij ook vaak vervangen, onder meer door Theodor(ic)us Langius, de latere derde professor Grieks (1560-1578). Amerot heeft bovendien een spraakkunst voor het Grieks geschreven onder de titel Compendium Graecae grammatices (gedrukt in Leuven, 1520, bij Dirk Martens), de eerste originele Griekse grammatica uit de Lage Landen. Deze bevat schema’s die de student helpen bij het memoriseren en werkt tevens met algemene regels (de zogenaamde regulae of canones) en uitzonderingen. Hoewel het werk niet zo handzaam is, was het toch een grammatica voor beginners, aangezien het hoofdzakelijk de morfologie behandelt en de syntaxis grotendeels achterwege laat. Daarnaast bevat deze grammatica een korte uiteenzetting van de kenmerken van de verschillende Griekse dialecten. Dat deel verscheen vanaf de Parijse editie van 1530, gedrukt bij Gérard Morrhy, tot in de 18de eeuw talloze malen in zelfstandige vorm, bedoeld als hulpmiddel voor wie de Griekse dichtkunst ter hand wou nemen. Het Compendium kende dan misschien maar één druk, toch kende het een groot succes. Theodoricus Langius sloot de rij van ‘Aleandrijnse’ leerstoelhouders; een deel van zijn lesvoorbereidingen wordt vandaag nog bewaard in de Leuvense Universiteitsbibliotheek.
Tijdens de tweede fase, die ongeveer de eerste helft van de 17de eeuw in beslag neemt, zijn het voornamelijk rechtsgeleerden die het Grieks onderwijzen. Hierbij dient wel de kanttekening te worden geplaatst dat de professoren Grieks van de 16de eeuw ook in het recht geïnteresseerd waren. Zo bracht Rescius samen met Petrus Nannius, de derde professor Latijn aan het college, een editie uit van Theophilus (1536). Met Guilielmus Fabius (1578-1590) gaat deze tweede periode van start. Hij schreef naar verluidt een uittreksel van de Griekse syntaxis. In de jaren waarin hij doceerde, maakte de Leuvense universiteit een moeilijke periode mee: Leuven kampte met een pestepidemie en tegelijk vond een inval plaats van de Spaanse troepen. De inkomsten van de universiteit daalden bijgevolg zienderogen, waardoor de professoren nog amper loon ontvingen en ook bijna geen beurzen konden uitgereikt worden. Uiteindelijk werd Fabius zelfs door zijn studenten vermoord in een studentenopstand van 1590.
Na Fabius stelde het college Gerardus Corselius aan als vijfde professor Grieks (1591-1596). Vervolgens duurde het evenwel tien jaar voor Henricus Zoësius de post, die na Corselius in 1596 vrij was komen te staan, opnieuw invulde (1606-1607). Door de precaire situatie van het college in die periode werd er namelijk pas een opvolger aangeduid bij de heropbouw ervan. Leuven was in de jaren 1590 namelijk leeggelopen door het oorlogsgeweld. Zoësius bleef ook maar anderhalf jaar: hij gaf zijn ontslag op het moment dat hem de leerstoel burgerlijk recht werd aangeboden. Dit geeft dus meteen aan dat er in deze periode prestigieuzere posten waren dan leerstoelhouder Grieks aan het Trilingue.
Vervolgens bekleedde Petrus Castellanus de leerstoel Grieks (1609-1632). Hij schreef het werk Ἑορτολόγιον, sive de Festis Graecorum syntagma, in quo plurimi antiquitatis ritus illustrantur. Dit handelt, zoals de titel aangeeft, over de Griekse riten. In 1632 nam hij echter ontslag omdat de geneeskunde te veel van zijn aandacht opslorpte om nog genoeg tijd over te houden voor de leerstoel Grieks. Diezelfde dag nog werd de diplomaat en rechtsgeleerde Petrus Stockmans aangesteld (1632-1643). Hij bezette zowel de leerstoel Grieks als die van de Rechtsfaculteit en nam ontslag in 1643 om lid te worden van de Raad van Brabant.
In de laatste periode (ca. tweede helft 17de eeuw–eind 18de eeuw) hebben vooral academici met een theologisch profiel het Grieks gedoceerd aan het Trilingue. Veel sporen van activiteit uit deze periode zijn ons niet overgeleverd. Deels is dit het gevolg van lacunes in de overlevering, maar een andere reden hiervoor is dat bepaalde professoren Grieks hun taak niet als prioritair beschouwden. De eerste leerstoelhouder van deze periode was de Ier Matthew Theige. Over zijn lespraktijken en die van diegenen na hem is weinig geweten.
Van Jan Hubert Josef Leemput (1782-1787) is in tegenstelling tot de vorige professoren wel iets bewaard, namelijk de grammatica van het Grieks die hij neerpende. Deze werd onder de titel Institutiones Linguae Graecae in 1782 gepubliceerd te Leuven. De drukker van deze grammatica is niet bekend. Deze is didactisch van opzet en gaat voornamelijk in op de morfologie. Leemputs spraakkunst bevat vele overzichten en tabellen, is snedig en duidelijk geformuleerd en bevat tevens oefeningen. Deze spraakkunst is echter niet erg diepgaand. Zo bespreekt Leemput slechts drie paradigmata wanneer hij de morfologie van de naamwoorden behandelt, al komen de zeer frequente uitzonderingen zoals πολύς, 'veel', en μέγας, 'groot', ook aan bod. De syntaxis is evenmin uitgebreid behandeld en is gericht op de leespraktijk. Afgezien van deze grammatica rest er niets van Leemputs verdere activiteit als docent Grieks.
De colleges Grieks bestonden voornamelijk uit een doorgedreven lectuur van kerkvaders en van heidense Griekse, doorgaans Attische, teksten van klassieke of laatantieke auteurs. De heidense auteurs werden evenwel in een christelijk licht gelezen door ze te zien als morele exempla die christelijke waarden uitdroegen. Dat Attische auteurs centraal stonden, wil echter niet zeggen dat andere dialecten uit den boze waren. Zo werden bijvoorbeeld Homerus met zijn uniek taaleigen en de Dorische idyllen van Theocritus al vroeg gedrukt bij Dirk Martens. Dit is mogelijk te wijten aan Aleandrijnse invloed: Aleandro las eveneens Theocritus in Parijs.
Om erachter te komen hoe het eraan toe ging in een les Grieks aan het Trilingue bieden geannoteerde tekstboeken en lesvoorbereidingen van professoren een spoor. Het probleem met deze uitgaven en voorbereidingen is echter dat ze schaars zijn en ook voor het overgrote deel uit de 16de eeuw afkomstig zijn. Men kan op basis hiervan dus geen conclusies trekken voor de lespraktijken gedurende de hele geschiedenis van het college, maar ze bieden wel een beeld van de lessen van Rescius, Amerot en Langius. Doorgaans koos de professor een tekst, waarbij hij soms rekening hield met de voorkeur van zijn studenten. Vervolgens gaf hij een inleiding die vaak de volgende elementen aanraakte: leven en werk van een auteur – titel – stijl – inhoud van het werk – intentie van de auteur. Bij deze inleiding inspireerden de professoren zich op Aristoteles, die eveneens op een dergelijke manier te werk ging. Na die inleiding werd de eigenlijke tekst dan gelezen waarbij waarschijnlijk vóór elke paragraaf een korte samenvatting werd gegeven van die paragraaf. Daarna declameerde de docent het Grieks met volkstalige uitspraak, gevolgd door een Latijnse woord-voor-woord-vertaling en parafrase. De studenten noteerden de woord-voor-woord-vertaling vaak interlineair in hun tekstboeken en de parafrase kwam doorgaans in de marge te staan. In die parafrase werd de inhoud verklaard: de professor legde de realia en andere aspecten van de tekst uit, zoals spreekwoorden of moeilijke taalvormen. Na de 16de eeuw is het, zoals gezegd, onduidelijk hoe de klaspraktijk eruitzag, maar het is zeker mogelijk dat het onderwijs van de 17de eeuw nog deels overeenstemde met dat van de 16de eeuw. Uit dit overzicht blijkt duidelijk dat in het Collegium Trilingue reeds de basis werd gelegd voor een methode die tot op vandaag doorleeft. Colleges Griekse literatuur worden nu immers nog steeds op gelijkaardige wijze gedoceerd, al zijn er uiteraard ook de nodige verschillen. Zo wordt bijvoorbeeld het Latijn niet langer als onderwijstaal gebruikt, maar het Nederlands.

#### Overzicht professoren Grieks
- 1518-1545 Rutgerus Rescius

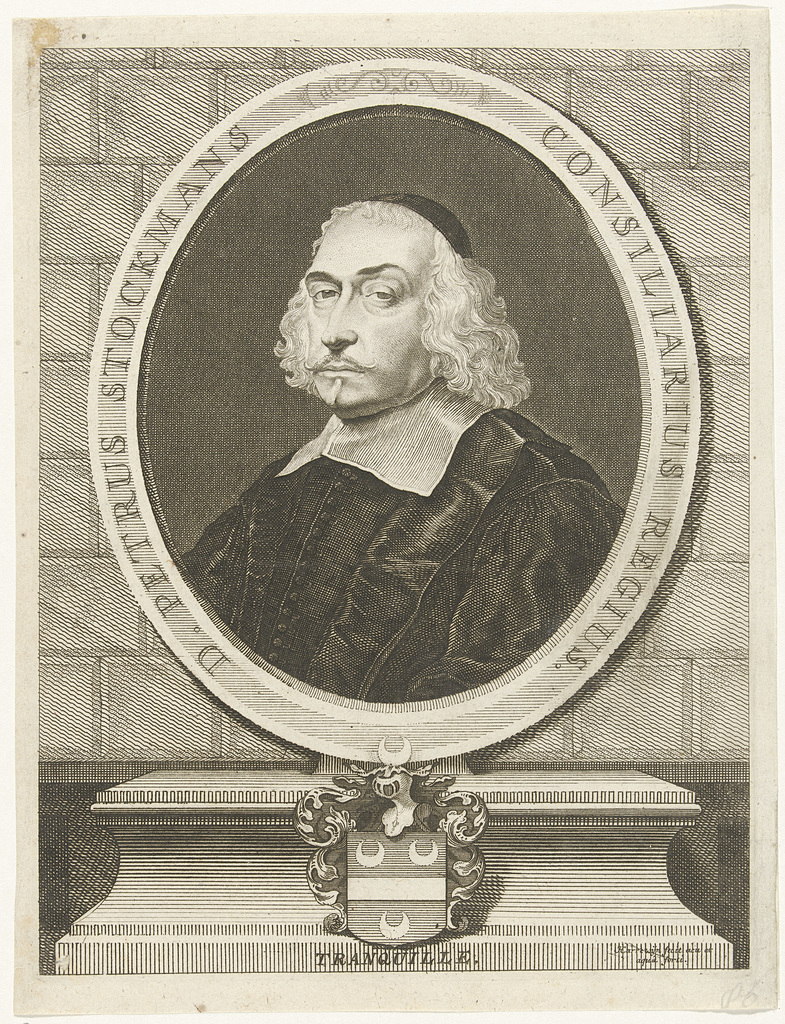
Petrus Stockmans, professor Grieks aan het Collegium Trilingue, ets door Jacob Harrewijn.

- 1523-1528 Joachimus Fortius Ringelbergius Andoverpianus
- 1545-1560 Hadrianus Amerotius
- 1560-1578 Theodoricus Langius
- 1578-1590 Guilielmus Fabius
- 1591-1596 Gerardus Corselius
- 1606-1607 Henricus Zoesius
- 1609-1632 Petrus Castellanus
- 1632-1643 Petrus Stockmans
- 1643-1652 Mathieu Theige
- 1652-1654 Joannes Normenton
- 1654-1664 Bernardus Heymbachius
- 1664-1680 Joannesde Hamere
- 1681-1690 Rutgerus van den Burgh
- 1683-1722 Franciscus Martin
- 1723-1732 Franciscus Audenaert
- 1723-1740 Franciscus Claude de Guareux
- 1741-1782 Joannes-Baptista Zegers
- 1782-1787 Joannes Hubertus Josephus Leemput
- 1790-1791 Joannes-Baptista Cypers
- 1791-1797 Antonius van Gils

### Hebreeuws
Van de drie talen gingen de lessen Hebreeuws als eerste van start. Nadat Erasmus in 1517 duidelijk had gemaakt dat de gratis lessen zo snel mogelijk moesten beginnen, werd begin maart 1518 de eerste les Hebreeuws gegeven door Matthaeus Adrianus. Adrianus was een joods arts, die zich bekeerd had tot het christendom. Hij was afkomstig uit Spanje en had kennis van het Hebreeuws en – volgens zijn tijdgenoten – eerder rudimentaire kennis van het Latijn. In Bazel had Adrianus reeds enige onderwijservaring opgedaan. Er werden kosten noch moeite gespaard om hem aan boord te halen. Zo werd er niet alleen een Hebreeuwse Bijbel aangekocht, maar ook kandelaars en houten banken. Dat laatste is opmerkelijk, aangezien in die tijd studenten meestal op de grond zaten. De lessen kenden meteen grote bijval, waardoor men op zoek moest gaan naar een groter gebouw en bijkomende zitbanken. Men verhuisde van het huis van Walter de Beka in de Schrijnstraat naar het huis van Jacobus van Rijn. Ondanks de vele inspanningen die men had aangedaan om Adrianus aan te trekken, verdween hij plots in 1519, om later op te duiken in Wittenberg bij Luther. Hij had een hoop schulden en bovendien betichtte men hem van alchemie en magie. Zelf legde Adrianus de reden voor zijn vertrek bij zijn redevoering, waarin hij het belang van kennis van het Grieks, Latijn en vooral van het Hebreeuws voor theologen benadrukte. Die redevoering zou de theologen dermate ontstemd hebben, dat Adrianus niet anders kon dan vertrekken.
Adrianus werd opgevolgd door de Engelsman Robert Wakefield, die op zijn beurt na vier maanden werd opgevolgd door zijn landgenoot Robert Shirwood. Latere professoren Hebreeuws waren onder andere Johannes Campensis, Campensis’ opvolger Andreas Gennepius Balenus en diens opvolger Johannes Guilielmius Harlemius. Tijdens het professoraat van Campensis gaf ook Nicolaus Clenardus, die zelf gestudeerd had aan het Collegium Trilingue, privélessen Hebreeuws. Ook de Duitse rabbijn Johannes Isaac Levita, die zich tot het christendom had bekeerd, hield zich tot 1551 bezig met het doceren van de Hebreeuwse taal. Hij was meegereisd met Balenus om hem te assisteren en heeft wellicht samen met Balenus colleges Hebreeuws verzorgd. In 1552 publiceerde hij een Hebreeuwse grammatica die herdrukken kende in Keulen en in Antwerpen bij Plantijn. Volgens Valerius Andreas bestond die grammatica vooral uit nota’s van Balenus. In 1601 werden de lessen aan het Collegium Trilingue onderbroken omwille van de Tachtigjarige Oorlog. Op dat moment was Petrus Pierus a Smenga hoogleraar Hebreeuws. De lessen Hebreeuws werden in 1612 hernomen met Valerius Andreas, die vele decennia hoogleraar Hebreeuws was. Ook Josephus Abudacnus (alias Barbatus) en Andreas’ opvolger Johannes Sauterus verzorgden in die tijd colleges Hebreeuws. Abudacnus, een Koptisch christen, was evenwel nooit officieel docent aan het Trilingue.
De docenten in de tweede helft van de 17de en in de 18de eeuw hadden vaak andere academische bezigheden en de colleges Hebreeuws waren voor hen eerder bijzaak. Een uitzondering daarop vormt de Leuvense hebraïst Jean-Noël Paquot, die actief het Hebreeuws bestudeerde en doceerde. Zo produceerde hij opnieuw leermateriaal voor de studie van het Hebreeuws (onder andere Psalmcommentaren en woordenlijsten) na een lange periode waarin geen didactisch materiaal is geschreven. Na Paquot gaven onder andere Gerardus Deckers, Joseph Benoit de Mazière en Étienne Heuschling nog lessen Hebreeuws, maar de studie van het Hebreeuws had veel aan belang ingeboet. De lessen Hebreeuws dienden zelfs regelmatig gestaakt te worden bij gebrek aan studenten. Pas na de heroprichting van de nieuwe Katholieke Universiteit in 1834 werd het Hebreeuws opnieuw op hoog niveau gedoceerd. Na de afschaffing van het Collegium Trilingue werd het Hebreeuws nu, samen met andere oosterse talen, aan de Faculteit Theologie onderwezen.
De studie van het Hebreeuws (en het Grieks) aan het Drietalencollege verliep niet zonder weerstand. Vooral de opkomst van het protestantisme zorgde voor problemen. Net als de humanisten, stonden de protestanten een terugkeer naar de bronnen voor. Zij combineerden dat echter met een oproep tot kerkhervorming en scheurden zich uiteindelijk af van de katholieke kerk. Bijgevolg werd iemand die interesse had voor het Hebreeuws al snel verdacht van protestantse sympathieën. Als reactie op dat protestantisme beklemtoonde de katholieke kerk de centrale plaats van de Latijnse Vulgaatvertaling van de Bijbeltekst. Dat was echter niet bevorderlijk voor de zelfstandige studie van de Hebreeuwse taal en literatuur. Door die religieuze conflicten gebeurt er in de 17de en begin 18de eeuw dan ook weinig vernieuwends in de hebraïstiek te Leuven. Midden achttiende eeuw vergroot het belang van het Hebreeuws opnieuw, met onder andere de komst van Paquot. Kennis van het Hebreeuws en het Grieks zijn bovendien voortaan verplicht voor doctorandi in de theologie.
Daarnaast was er ook verzet van de Artesfaculteit en de theologen. Die laatsten waren van oordeel dat het Hebreeuws, de taal van de in hun ogen perfide joden, niet superieur is aan het Latijn. In 1553 vindt zelfs een verbranding plaats van Hebreeuwse boeken en handschriften. De theologen, onder leiding van Jacobus Latomus, stelden dat kennis en studie van het Latijn volstond voor de studie van de Bijbel. Erasmus reageerde daarop in zijn Apologia door te stellen dat de studie van het Latijn, Grieks en Hebreeuws inderdaad niet onmisbaar is voor alle onderdelen van de theologie, maar wel voor de studie van de Bijbel. Die reactie maakte de tegenstand van de theologen alleen maar groter. De Artesfaculteit was aanvankelijk tegen de aanvaarding en incorporatie van het Collegium door de universiteit. De Artesfaculteit wilde inspraak en controle hebben over het college, wat de uitvoerders van het testament van Busleyden afwezen. Zij beslisten om een zelfstandig college in een eigen gebouw te starten. Tijdens de verdere onderhandelingen over de aanvaarding van het Drietalencollege door de universiteit, speelden bovengenoemde religieuze conflicten een aanzienlijke rol. Zo eiste de Artesfaculteit na een ongelukkig incident nog een herziening van het akkoord dat kort daarvoor bereikt was. Uiteindelijk werd het Collegium Trilingue in 1520 door de universiteitsraad aanvaard als talenschool en als college. Het Collegium mocht evenwel nooit tot een pedagogie worden omgevormd.
Het doel van de leerstoel Hebreeuws was duidelijk humanistisch: het lezen van het Oude Testament in het oorspronkelijke Hebreeuws om op die manier tot een beter begrip van de Bijbeltekst te komen. Men wilde "Ad fontes" gaan. Verschillende professoren van het Collegium Trilingue wijzen in hun werk op de status en het belang van kennis van de Hebreeuwse taal voor de theologie. Onder andere Matthaeus Adrianus en Valerius Andreas spreken hun lof uit op het Hebreeuws in publieke redevoeringen en de Engelsman Robert Wakefield ziet het Hebreeuws zelfs als superieur tegenover andere talen, omdat het reeds in het aards paradijs gesproken werd.
In de colleges lag de nadruk dan ook vooral op het verwerven van de nodige leescompetenties en minder op het spreken, horen of schrijven van het Hebreeuws. Om de Hebreeuwse Bijbelteksten te kunnen lezen was een goede kennis van het lexicon, de morfologie en de syntaxis noodzakelijk. De Leuvense studenten hadden echter geen basiskennis van het Hebreeuws, in tegenstelling tot het Latijn en, tot op zekere hoogte, het Grieks. Men moest dus beginnen bij het begin: het alfabet. Hierbinnen moet ook Alphabetum Hebraicum van Matthaeus Adrianus worden gekaderd: hij liet in 1518 de lettertekens met uitspraak en betekenis op één bladzijde drukken bij Dirk Martens.
Het is onduidelijk of de studenten de grammatica en het lexicon van het Hebreeuws op een deductieve of eerder inductieve manier kregen aangeleerd. Algemeen gaat men ervan uit dat eerst de basis van de grammatica deductief werd aangeleerd en dat men vervolgens overging tot de intensieve lectuur van teksten, waarbij men op een eerder inductieve manier te werk ging. Het collegedictaat dat de neerslag vormt van een les van Balenus en het exemplaar van een Hebreeuws-Latijnse uitgave van de Bijbelboeken Prediker en Hooglied in de Leuvense Universiteitsbibliotheek lijken dat alvast te suggereren. Bij de lectuur bood de docent een letterlijke vertaling en taalkundige toelichting van elk afzonderlijk woord. De structuur van de colleges was dus mogelijk als volgt: samenvatting – vertaling – verklarende noten. Het gebruik van een samenvatting of argumentum, waardoor de lezer al vertrouwd raakt met de inhoud van de tekst, kwam meer voor in het taalonderwijs vanaf de zestiende eeuw.
Overeenkomstig de humanistische doelstelling van de colleges Hebreeuws, was het doel niet kennis van het Hebreeuws op zich, maar een kritische omgang met de Bijbeltekst, met de Vulgaat als referentiepunt. Inhoudelijk las men dus vooral Bijbelse teksten. Sommige latere joodse teksten waren waarschijnlijk wel gekend, maar werden wellicht niet behandeld in de lessen. De meeste aandacht werd besteed aan het boek Psalmen en waarschijnlijk het boek Prediker.

#### Overzicht professoren Hebreeuws
- 1518-1519 Mattheus Adrianus
- 1519-1519 Robertus Wackfeldus
- 1519-1519 Robertus Shirwodus
- 1520-1531 Johannes Campensis
- 1532-1568 Andreas Gennepius Balenus
- 1568-1569 Johannes Guilielmus Harlemicus
- 1569-1577 Petrus Pierius a Smenga
- 1612-1655 Valerius Andreas
- 1656-1679 Jannes Sauterus
- 1679-1704 Joannes Herrys
- 1704-1723 Joannes Guillielmus van Hove
- 1726-1750 Gilbertus Joseph Hagen
- 1755-1772 Jean-Noël Paquot
- 1774-1782 Gerardus Deckers
- 1782-1786 Josephus Benedictus de Mazière
- 1790-1797 Stephanus Heuschling

## Aantrekkingskracht
Het Drietalencollege probeerde met een vernieuwende methodologie, een nauwgezette literaire exegese en een gevarieerd lectuurprogramma de culturele en politieke elite van de daaropvolgende generaties te vormen. Het Drietalencollege zou niet alleen cruciaal worden voor de studie van de oude talen (Latijn, Grieks en Hebreeuws), maar vormde tegelijk ook intellectuelen die grote geleerden zouden worden in andere domeinen van de wetenschap. Om dit te verwezenlijken gooide men alle middelen in de strijd. De inspanningen van Erasmus zouden hun vruchten afwerpen: de impact van het Drietalencollege was zichtbaar in het hele Europese academische landschap van de 16de eeuw. Het is een feit dat het internationale karakter en de directe algemene invloed van het Collegium Trilingue zich voornamelijk doen gelden in deze tijdsperiode.
De internationale aantrekkingskracht van het Collegium Trilingue blijkt vooral uit de lof op het Trilingue van de dichter Helius Eobanus Hessus (1519), Viglius’ dankbrief aan Nannius (1556), het Album amicorum of ‘vriendenboek’ (1571-1572) van Frederik van Reede van Amerongen (1550-1611) en de lof op het Trilingue van Nicolaus Curtius (1573).

### De lof op het Collegium Trilingue door de dichter Helius Eobanus Hessus (1488-1540)
Hessus had gestudeerd aan de universiteit van Erfurt in Thüringen en in 1518 werd hij daar benoemd tot professor Latijn. Hij stond bekend als de meest vooraanstaande Latijnse dichter in het Duitse taalgebied. Erasmus had in hem ‘een nieuwe Ovidius’ gezien. Hessus wilde graag kennis maken met Erasmus, om zo zijn eigen naam te vereeuwigen. Hij ging op reis, op zoek naar Erasmus, en werd op 18 oktober door Erasmus ontvangen. Hessus schreef zijn reisverslag in 528 hexameters. In zijn Hodoeporicon beschrijft Hessus zijn aankomst in Leuven (vv. 373-382): hier beschrijft hij de ‘prachtige gebouwen’ van Leuven en de ‘topuniversiteit waardoor de stad floreert’: ‘Zij onderscheidt zich dan ook door mannen die zich niet enkel toeleggen op de geheimen van de Latijnse taal en stijl, maar die zich ’s nachts kunnen buigen over Griekse teksten en zich zelfs aftobben op het domein van het Hebreeuws. In hun roemrijke school kunnen zij dus in alle opzichten wedijveren met het oude Athene’. Natuurlijk was het Collegium Trilingue pas van start gegaan, dus de lofzang van Hessus was vooralsnog weinig realistisch maar eerder een mooie toekomstdroom.

### De dankbrief van Viglius van Aytta aan Nannius
Op 8 november 1556 schreef Viglius een dankbrief aan Petrus Nannius, professor Latijn in het Collegium Trilingue. Viglius was een van de vele beroemde studenten aan het college en ten tijde van deze brief stond hij aan de top van zijn politieke carrière in de Habsburgse Nederlanden. Hij was vrienden met Andrea Alciato (1492-1550) en Erasmus. Nannius had in 1556 een nieuwe Latijnse vertaling van het oeuvre van de vierde-eeuwse kerkvader Athanasius van Alexandrië gestuurd naar Viglius. In zijn dankbrief laat Viglius zijn appreciatie voor het werk van Nannius blijken, aangezien ieder die Latijn makkelijker leert dan het Grieks baat zou hebben bij zijn werk. Na deze dankbetuiging begon hij een nieuw thema: de Leuvense universiteit en het Collegium Trilingue. Nannius had eerder Viglius zelf bedankt voor zijn inspanning voor de universiteit. Viglius reageert bescheiden en prijst vooral koning Filips II voor het bevorderen van de letteren. Eveneens belooft hij Nannius erop toe te zien dat het Collegium Trilingue en zijn professoren niet vergeten zouden worden. Zijn tijd aan het Drietalencollege was cruciaal voor Viglius’ ontplooiing en latere carrière: hij gebruikte gretig Goclenius’ methode van het lezen van moeilijke teksten. Bovendien werd hij doordrenkt met de humanistische idealen die invloed bleven hebben, zowel in zijn literaire als politieke activiteit.

### Frederik van Reede van Amerongen en zijn ‘Album amicorum’
Van Reede was een oud-student aan het Drietalencollege. Zijn ‘album’ werpt een nieuw licht op de academische en sociale onderlinge groepen en in het bijzonder op de geschiedenis van het Drietalencollege in de jaren 70 van de 16de eeuw. Het vriendenboek bestaat uit 57 folia met de namen van medestudenten. Opvallend zijn de adellijke namen: Karel van Croÿ (1560-1612), zoon van de hertog van Aarschot, Karel van Hamal (1551/1555-1582), baron van Monceau, en Adolphus en Petrus vander Heyden uit Antwerpen. Uniek is dat ook al de bekende professoren van het Drietalencollege van die tijd in dit album een persoonlijke notitie hebben gemaakt, en dan wel in het Latijn, Grieks en Hebreeuws, geheel in lijn met de eigen geest van het Drietalencollege. Hieruit blijkt heel duidelijk het internationale karakter van het college: Cornelius Valerius (1512-1578) was leermeester van onder meer Joris van Oosterwijk, Filips Willem van Oranje (1554-1618) en Justius Lipsius (1547-1606). Willem Canter (1542-1575), afkomstig uit Utrecht (stad), was privédocent Grieks van Van Reede. Ook Theodoricus Langius, afkomstig uit Enkhuizen, was er professor Grieks (1560-1578). Professor Petrus Pierius a Smenga (1540-1601) heeft een Hebreeuwse bijdrage geleverd. Kortom, dit historische document getuigt van een opvallende aanwezigheid in Leuven van (adellijke) Noord-Nederlandse studenten en professoren in de tweede helft van de 16e eeuw.

### De lof op het College Trilingue van Nicolaus Curtius: 1573
Nicolaus Curtius, of Nicolaus Kurz, was afkomstig uit Borr nabij Keulen en studeerde theologie en onderrichte in Leuven (samen met zijn vriend Ernst von Mengersdorf). Mede door de belegering van Leuven in 1572 door Willem van Oranje trok de stad en de Leuvense universiteit minder studenten aan en raakte zij in financiële problemen. Daarom heeft zij in 1574 Nicolaus Curtius negen ponden betaald voor zijn boek waarin hij de stad en de universiteit eert. Dit boekje bestond uit een prozatekst aan Viglius van Aytta (1573), een duizend regels tellend gedicht van Curtius zelf en het oudere Carmen de laudibus amoenissimi Lovanii van Hadrianus Barlandus (1486-1538). Het gedicht van Curtius behandelt de oude geschiedenis en prijst de Belgae ('Belgen') voor hun pietas (‘vroomheid’), ubertas (‘overvloed’), navigatio (‘stuurzaamheid’) en amor in studia (‘liefde voor studies’). Hij prijst Leuven, ‘huis der studies’, en haar talloze colleges. Ook volgt er een deel met veel lof op Elbertus Leoninus (1519-1598), op de schoonheid en goede ligging van Leuven, op de lieflijkheid van de Belgische meisjes en hun kuisheid, op de goede lucht in Leuven en op het Leuvense stadsbestuur. Ook de professoren theologie en rechten worden geprezen, evenals enkele medici. De professoren van het Trilingue krijgen eveneens lof, met name Petrus Pierius a Smenga (Hebreeuws), Theodoricus Langius (Grieks) en Cornelius Valerius (Latijn). Ook de studenten krijgen lof, en dan met name voor hun keurig en verzorgd taalgebruik. Hier zien we dus dat de Leuvense reputatie zich ook deed gelden onder de geleerden in Duitsland.

## Invloed van het Drietalencollege

### Filologie en Bijbelstudie
De filologie is een tak van de taalkunde, waarin men vooral aandacht besteedt aan de manier waarop we met oude teksten moeten omgaan: de filoloog moet teruggaan tot de oorspronkelijke bronnen van teksten. Tijdens de Renaissance kreeg de filologie een belangrijkere plaats in literaire studies, maar ook in de Bijbelstudie. Humanisten streefden ernaar om Bijbelteksten te kunnen lezen in de brontaal. Deze methode stond in scherp contrast met vroegere perioden, toen men hoofdzakelijk beroep deed op de Vulgaat. Erasmus zelf beschouwde de Vulgaat als een filologische absurditeit. Daarom zette hij in op de studie van het Hebreeuws. Bij de stichting van het Drietalencollege, was het een van de eerste instellingen waar Hebreeuws onderricht werd in een universitaire context. De inspanningen van docenten en studenten beperkten zich echter niet alleen tot de Hebreeuwse taal, maar hebben ook een onschatbare bijdrage geleverd aan de ontwikkeling van academische Bijbelstudies in de zestiende eeuw, mede door het publiceren van Bijbelcommentaren en -edities.
Doordat het Drietalencollege vooral inzette op het lezen van de bronteksten, stonden de leescompetenties van studenten centraal. Waarschijnlijk leerden studenten Hebreeuws aan de hand van letterlijke Latijnse vertalingen en toelichtingen bij de tekst. Het is dan ook niet verrassend dat er vele vertalingen zijn waarbij het Latijn en Hebreeuws naast elkaar staan: de meest bekende Hebreeuws-Latijnse interlinaire editie is het zevende deel van de Biblia Regia (1568-1573), gedrukt bij Plantijn (1520-1589) dankzij de inspanningen van talrijke alumni van het Drietalencollege. De uitgave omvatte ook een Grieks-Latijnse uitgave van het Nieuwe Testament.
Het Drietalencollege had ook direct invloed op de Bijbelexegese. De jezuïet en latere kardinaal Robertus Bellarminus (1542-1621) had Grieks en Hebreeuws gestudeerd bij zijn ordegenoot Johannes Guilielmus Harlemius, die aan het Drietalencollege had gestudeerd. Bellarminus publiceerde een Hebreeuwse grammatica en ook exegetische studies (onder meer over de Psalmen). Cornelius a Lapide (1567-1637) had een nog grotere invloed op de katholieke exegese door zijn Bijbelcommentaren, waarbij hij weliswaar uitging van de Latijnse Vulgaatvertaling maar toch een vertrouwdheid met het Hebreeuws aan de dag legde.
Van belang voor de tekstkritiek was Justus Lipsius. Toen hij was afgestudeerd aan het Drietalencollege, publiceerde hij de Variarum lectionem libri IIII: hij legde – nog tijdens zijn studies – lijstjes aan met probleempassages in gelezen teksten waarvoor hij dan een oplossing of verklaring probeerde te vinden. In boek 1, 3 en 4 voorzag Lipsius deze passages van tekstkritische opmerkingen en oplossingen. Deze fragmenten kwamen uit auteurs als Cicero, Catullus, Tibullus en Varro. Deze tekstkritische bezigheid diende om de lezer tot een beter tekstbegrip te doen komen of archaïsche woorden toe te lichten. Daarnaast deed Lipsius aan een vergelijkende studie: zo toont hij aan dat fragmenten van Cicero parallelplaatsen zijn van Griekse redenaars als Demosthenes en Aeschines.
Deze nieuwe werk- en studiemethode van het College zorgde voor een totale ommekeer in de taalstudie en bracht vele uitmuntende latinisten en hellenisten voort, die vanuit Leuven over heel Europa uitzwermden. De studenten en docenten hadden immers nauw internationaal contact met andere humanisten. Maar het succes bleef niet beperkt tot de Latijnse, Griekse en Hebreeuwse taalstudie. Deze nieuwe methode had ook op andere wetenschapsgebieden even diepgaande gevolgen.

### Wetenschappen en de nieuwe methode
Geïnspireerd door onder andere Rudolf Agricola (1443-1485) deden de ideeën en de methode van Erasmus het dogmatische gedachtegoed van de toenmalige academische wereld op haar grondvesten daveren. Erasmus legde in zijn Ratio seu methodus compendio perveniendi ad veram theologiam (1518) zijn baanbrekende methode uit om niet zomaar blindelings stellingen van anderen te aanvaarden en niet te vertrouwen op autoriteit van anderen, maar juist meer te vertrekken vanuit eigen onderzoek en vanuit eigen lectuur van het object zelf. Hij stelde de toenmalige pedagogische methodes, die vooral waren gebaseerd op memoriseren, in vraag, omdat men op die manier geen kritische geesten vormt. Zijn ultieme doel was om via het onderwijs de maatschappij te hervormen en studenten de wereld in te sturen die voor het eerst vertrouwden op hun eigen kunnen en intellect in plaats van achteloos ideeën van anderen te verkondigen. Zo was het zonder het gedachtegoed van Erasmus bijvoorbeeld ondenkbaar geweest dat Andreas Vesalius (1514-1564), de grondlegger van de anatomie, met zijn autopsieën zo'n grote invloed had gehad. Dankzij de methodes van Erasmus is er een nieuwe vorm van wetenschapsbeoefening ontstaan: het ging om het zelf onderzoeken van de werkelijkheid in plaats van te steunen op het gezag van de ouden. In die tijd waren de medische inzichten van Galenus bijvoorbeeld nog altijd van kracht. Maar dat veranderde met Vesalius. Helemaal in lijn met het humanistische ideaal ging hij zelf op zoek: hij zou met zijn eigen onderzoek medische vragen van een antwoord voorzien. In zijn De humani corporis fabrica (1543) beschreef hij hoe hij de werking van het bewegingsstelsel met spieren en pezen onderzocht. Hij begon te twijfelen aan de anatomische kennis van Galenus en besloot de anatomie zelf te onderzoeken. Hiervoor ging hij over tot het stelen van lijken om daarop zijn dissecties uit ze voeren, waarbij er toekijkers en tekenaars aanwezig waren om alles vast te leggen. Waar Galenus nog dissecties deed op apen, ging Vesalius echte mensenlichamen gebruiken voor zijn anatomiestudies.
Onderzoek op basis van eigen waarneming groeide uit tot de centrale methode in de hele wetenschappelijke revolutie van die tijd, en niet alleen in Leuven: deze methode reikte zelfs tot over heel Europe. In Portugal, bijvoorbeeld, werd in 1530 deze aanpak door Diogo de Murça (†1561), die zijn doctoraat in de theologie in Leuven had gehaald, “o método lovaniense” (‘de Leuvense methode’) genoemd. Met zijn vriend Brás de Barros (1500-1559) ging Diogo terug naar Portugal om met zijn in Leuven opgedane kennis het klooster in Penha Longa hervormen.
Deze nieuwe methode heeft bijgedragen tot de creatie van een aantal nieuwe onderzoekstakken; onder meer de oosterse studies (Andreas Masius, 1514-1573), de studie van de liturgie (Joris Cassander, 1513-1566), de studie van de patristiek (bijv. Jan Lievens, 1546/1547-1599) en ook de epigrafie door Stephanus Pighius (1520-1604) en Martinus Smetius (1525-1578). Bovendien zijn er nog andere invloedrijke beroemde leerlingen van het Collegium Trilingue geweest: bijvoorbeeld Justus Lipsius, een van de belangrijkste exponenten van het neostoïcisme en iemand die erg invloedrijk was als politiek denker. Andere bekende leerlingen waren onder meer de schrijver van het eerste woordenboek Cornelis Kiliaan (1528-1607); rechtsgeleerden Gabriël Mudaeus (1500-1560) en Viglius van Aytta (1507-1577); plantkundigen Rembert Dodoens (1517-1585) en Carolus Clusius (1526-1609); aardrijkskundigen Gemma Frisius (1508-1555) en Gerard Mercator (1512-1594), die in zijn geografische ondernemingen werd gestimuleerd door Amerot, professor Grieks aan het Collegium Trilingue.

#### Overzicht vooraanstaande alumni
- Joachim Sterck van Ringelbergh, 1499-circa 1531
- Andreas Vesalius, 1514-1564
- Andreas Masius, 1514-1573
- Adam Sasbout, 1516-1553
- Carolus Clusius, 1526-1608
- Ogier Gisleen van Busbeke, 1521/22-1592
- Petrus Castellanus (Pierre Van de Casteele), 1585-1632

### Het Drietalencollege als institutioneel voorbeeld
Als instelling heeft het Drietalencollege ook invloed gehad. Zo werd het Collège Royal in Parijs onder invloed van Guillaume Budé (1467-1540) in 1530 onder koning Frans I (1494-1547) naar het Leuvense voorbeeld opgericht. Dat het Drietalencollege als voorbeeld gold, blijkt ook uit het feit dat Leuvens professor Grieks Rutger Rescius kandidaat was om professor Grieks te worden aan dat Collège Royal. Door het humanisme geïnspireerd werd de school naar voren gebracht als een soort alternatief van de Sorbonne om de studies van het Hebreeuws, van het Grieks en van de wiskunde te bevorderen. Naast het Collège Royal heeft het Drietalencollege ook nog model gestaan voor een aantal andere colleges: zowel het college in Doornik van 1525 als het Collegium Bilingue te Brugge. Bovendien blijkt de institutionele impact van het Collegium Trilingue ook uit het initiatief om de universiteit van Dole, in Bourgondië, naar Leuvens voorbeeld in te richten. Maar ook in Duitsland had het Drietalencollege invloed: in 1518 werd naar voorbeeld van de Leuvense inrichting in de Duitse universiteit van Wittenberg ook een leerstoel Hebreeuws ingericht. Het is aan deze universiteit dat Philipp Melanchthon (1497-1560) professor Grieks werd en nog twee grammatica's, een Griekse en een Latijnse, schreef.
Door de oprichting van dergelijke colleges in navolging van het Drietalencollege en door het voortbrengen van talrijke kritische wetenschappers en geleerden heeft de taalkundige Renaissance een ware wetenschappelijke revolutie mee mogelijk gemaakt.
Het Vlaams Parlement heeft in 1973 de benaming "Collegium Trilingue" gegeven aan een toen opgerichte instelling van openbaar nut ter bevordering van de didactiek van de Franse, de Duitse en de Engelse taal.